# Katia Javier Simón
Katia Javier Simón (8 de enero de 1993, Zamora) es una jugadora española de baloncesto profesional. Con 1.82 de estatura juega de alero en Picken Claret de la Liga Femenina 2.

## Trayectoria deportiva

### Universidad
Firmó por dos temporadas en NCAA-2 como Junior para jugar en TAMIU Dustdevils dentro del programa deportivo de Texas A&M International University que compite en la conferencia Heartland, vistiendo el número 12. Fue incluida en la lista de honor por éxito académico de la Heartland Conference gracias a sus calificaciones. y tras la temporada decidió volver al baloncesto español.

### Profesional
Antes de dar el salto a la NCAA-2, compitió varios años en categorías de alto nivel del baloncesto español. Debutó en Liga Femenina 2 con el Club Baloncesto Las Rozas en la temporada 2011/2012. Posteriormente, pasó por las filas del Real Canoe Natación Club y del CB Leganés de Liga Femenina 2, equipo con el que disputó la Fase de Ascenso a Liga Femenina en 2015
Tras la vuelta de su año en NCAA-2, fichó por Olímpico 64 de Liga Femenina 2
El siguiente salto en su carrera deportiva lo dio al máximo nivel del baloncesto británico, como parte de Essex Rebels de la Women's British Basketball League (WBBL). Sin embargo, empezada la temporada regresó a Olímpico 64 de Liga Femenina 2.
La temporada 2019/2010 arrancó en Godella aunque llegado el mes de febrero firmó por Picken Claret de la Liga Femenina 2, volviendo a la segunda categoría del baloncesto femenino español.

## Clubes
- 2006-11  Baloncesto Torrelodones. (Infantil, cadete y Junior)
- 2011-13  CB Las Rozas. Liga Femenina 2
- 2013-14  Real Canoe Natación Club.
- 2014-15  CB Leganés. Liga Femenina 2
- 2015-16  Texas A&M International University. NCAA-2
- 2016-17  Club Olímpico 64. Liga Femenina 2
- 2017-18  Baloncesto Torrelodones.
- 2018 - 2018  Essex Rebels. Women's British Basketball League (WBBL)
- 2018-19  Club Olímpico 64. Liga Femenina 2
- 2019-20  Picken Claret. Liga Femenina 2